# 4 Virginis
4 Virginis (A¹ Virginis) é uma estrela na direção da Virgo. Possui uma ascensão reta de 11h 47m 54.93s e uma declinação de +08° 14′ 45.1″. Sua magnitude aparente é igual a 5.31. Considerando sua distância de 192 anos-luz em relação à Terra, sua magnitude absoluta é igual a 1.46. Pertence à classe espectral A1.